# Kardinalska tetra
Kardinalska tetra (znanstveno ime Paracheirodon axelrodi) je sladkovodna riba iz družine Characidae reda Characiformes. Doma je v zgornjem toku rek Orinoko in Rio Negro v Južni Ameriki. Kardinalska tetra, ki zraste do približno 3 cm skupne dolžine, ima osupljivo prelivajočo se modro črto, značilno za rod Paracheirodon, ki bočno prepolovi ribo, pri čemer je telo pod to črto živo rdeče barve, od tod tudi ime kardinalska tetra. Videz kardinalske tetre je podoben videzu sorodne neonske tetre (Paracheirodon innesi), s katero jo pogosto zamenjujejo; neonska rdeča barva sega le približno do polovice nosu, neonska modra črta pa je manj živahno modra.
Kardinalska tetra je zelo priljubljena akvarijska riba, vendar je manj razširjena kot neonska tetra, ker jo je bilo do nedavnega težko gojiti v ujetništvu. Vendar mnogi rejci zdaj proizvajajo ribe; v večini primerov lahko ugotovimo, ali je kardinalska tetra vzrejena ali ulovljena zaradi poškodovanih plavuti na ulovljenih primerkih. Nekateri ihtiologi menijo, da bi morali ribiči še naprej podpirati trajnostni ribolov v porečju Amazonke, saj je na tisoče ljudi zaposlenih v regiji za lovljenje rib za prodajo akvarijem. Če bi ti ribiči izgubili sredstva za preživetje z lovljenjem kardinalskih in drugih tropskih rib, bi se morda posvetili krčenju gozdov.

## Taksonomija
Ameriški ihtiolog Leonard Peter Schultz je kardinalsko tetro leta 1956 opisal kot Cheirodon axelrodi. Poseben epitet je v čast ihtiologu Herbertu R. Axelrodu. Hyphessobrycon cardinalis je zastarel sinonim. Domače ime ribe, kardinalska tetra, se nanaša na briljantno rdečo obarvanost, ki spominja na kardinalsko obleko. P. axelrodi se pogosto imenuje tudi rdeča neonska tetra.
Vrsta obstaja v številnih različnih barvnih oblikah ali fenotipih. 'Zlata' in 'srebrno-blond' oblika obstaja v porečju Rio Negra, ki ima manj modrega vzdolžnega traku. Normalna oblika iz porečja Rio Negro ima moder trak, ki sega do maščobne plavuti, medtem ko ima fenotip porečja Orinoka trak, ki se konča posteriorno od maščobe. Fenotip Orinoka lahko predstavlja podvrsto P. axelrodi.

## Opis
Kardinalska tetra ima svetlo rdeče trebušne dele in mavrično modro črto, ki poteka vodoravno vzdolž telesa. Značilna mavričnost te in sorodnih rib, kot je neonska tetra, je strukturna barva, ki nastane zaradi loma svetlobe v kristalih gvanina, ki se razvijejo v posebnih celicah, imenovanih iridociti, v podkožju. Točen odtenek modre barve, ki ga vidimo, je odvisen od zornega kota gledalca glede na ribo – če se zorni kot spremeni tako, da ribo gleda bolj od spodaj, bo barva spremenila odtenek in postala bolj globoko safirno modra in celo indigo. Spremenite zorni kot nad ribami in barva postane bolj zelenkasta. Zdi se, da kardinalske tetre v ujetništvu zrastejo večje kot v naravi. Imajo velik želodec in majhno črevesje.

## Razširjenost in življenjski prostor
Kardinalske tetre najdemo na zgornjem Orinoku in Rio Negro, ki sta v Kolumbiji, Venezueli oziroma Braziliji.

## Ekologija in obnašanje

### Prehrana
Kardinalska tetra išče hrano na območjih počasne plitve vode. Je pretežno plenilski, hrani se z drobnimi živalmi, ki jih najdejo na podvodnih rastlinah, koreninah in listju. Bitja, ki jih običajno jedo, so ličinke chironomidnih mušic in mikrorakov, kot so vodne bolhe (Cladocera) iz družin Moinidae, Macrotrichidae in Daphniidae ter kopepodi iz družine Harpacticidae. Drugi organizmi, ki jih zaužijejo, so ličinke drugih muh, jajčeca žuželk, kolobarje in testate amebe.

### Razmnoževanje
V divjini kardinalska tetra v velikem številu plava gorvodno do delov svojega domačega rečnega habitata, ki so zgoraj popolnoma zaprti s krošnjami deževnega gozda. Takšne vode so podvržene močnemu senčenju dreves deževnega gozda in do njih praktično ne pride sončna svetloba. Tu se ribe drstijo v velikih združbah. Če so ribe pripravljene na drst, samec zasleduje samico v drobnolistne rastline; njen popolnejši obris, ki običajno kaže na prisotnost zrelih jajčec v njenem reproduktivnem traktu, bi moral biti na tej točki takoj viden. Če je samica pripravljena, dovoli samcu, da plava ob njej in skupaj izpustita jajčeca in spermo.

### Življenjska doba
Ribe so lahko dejansko tudi enoletne vrste z življenjsko dobo le enega leta v naravi. V ujetništvu živijo več let. Za tiste, ki jih želijo gojiti v akvariju, je najboljši način za to posnemanje iste naravne postavitve. Študija, izvedena v Manausu v Braziliji, je kardinalske tetre za 96 ur izpostavila neugodnim vodnim razmeram. Ribe so poginile pri nizki temperaturi 19,6 °C in visoki 33,7 °C ter pH pod 2,9 ali nad 8,8.

### V trgovini z akvaristiko
V Barcelosu na bregovih brazilskega reke Rio Negro deluje cela industrija, v kateri lokalno prebivalstvo lovi ribe za prodajo v akvarije. Lokalni prebivalci, ki skrbijo za okolje, zelo cenijo kardinalski ribolov. Lokalno prebivalstvo se ne sme vključiti v potencialno okolju škodljive dejavnosti, kot je krčenje gozdov, saj lahko z ribištvom trajnostno živijo.
Med letoma 2006 in 2015 je bilo iz države Amazonas izvoženih več kot 92.000.000 kardinalskih teter, kar je predstavljalo 64,57 % vseh izvozov okrasnih rib iz države v tem času.